# Champ Rugby
Die Champ Rugby (früher bekannt als RFU Championship, bis 2009 National Division One) ist die zweithöchste Liga der englischen Rugby-Union-Meisterschaft. Sie wurde zu Beginn der Saison 1987/88 eingeführt und besteht aus zwölf Mannschaften. Ende der Saison steigt der Sieger der Playoffs in die Premiership Rugby auf, während die zwei schlechtesten Mannschaften in die National League 1 absteigen müssen.

## Mannschaften
Die folgenden 14 Mannschaften spielen in der Saison 2025/26 in der RFU Championship.
| Mannschaft              | Stadion                    | Plätze | Stadt/Region                |
| ----------------------- | -------------------------- | ------ | --------------------------- |
| Ampthill RUFC           | Dillingham Park            | 03.000 | Ampthill, Bedfordshire      |
| Bedford Blues           | Goldington Road            | 05.000 | Bedford, Bedfordshire       |
| Caldy RFC               | Paton Field                | 04.000 | Thurstaston, Merseyside     |
| Cambridge RUFC          | Grantchester Road          | 02.200 | Cambridge, Cambridgeshire   |
| Chinnor RFC             | Kingsley Road              | 02.500 | Thame, Oxfordshire          |
| Cornish Pirates         | Mennaye Field              | 04.000 | Penzance, Cornwall          |
| Coventry RFC            | Butts Park Arena           | 05.250 | Coventry, West Midlands     |
| Doncaster Knights       | Castle Park                | 05.183 | Doncaster, South Yorkshire  |
| Ealing Trailfinders RC  | Trailfinders Sports Ground | 05.000 | Ealing, London              |
| Hartpury University RFC | Gillman’s Ground           | 02.000 | Hartpury, Gloucestershire   |
| London Scottish FC      | Athletic Ground            | 04.500 | Richmond, London            |
| Nottingham RFC          | Lady Bay Sports Ground     | 03.700 | Nottingham, Nottinghamshire |
| Richmond FC             | Athletic Ground            | 04.500 | Richmond, London            |
| Worcester Warriors      | Sixways Stadium            | 12.067 | Worcester, Worcestershire   |

## Meister
| - 1987/88: Rosslyn Park - 1988/89: Saracens - 1989/90: Northampton Saints - 1990/91: Rugby Lions - 1991/92: London Scottish - 1992/93: Newcastle Falcons - 1993/94: Sale Sharks - 1994/95: Saracens - 1995/96: Northampton Saints - 1996/97: Richmond RFC - 1997/98: Bedford Blues | - 1998/99: Bristol Rugby - 1999/00: Rotherham RUFC - 2000/01: Leeds Tykes - 2001/02: Rotherham RUFC - 2002/03: Rotherham RUFC - 2003/04: Worcester Warriors - 2004/05: Bristol Rugby - 2005/06: Harlequins - 2006/07: Leeds Tykes - 2007/08: Northampton Saints - 2008/09: Leeds Carnegie | - 2009/10: Bristol Rugby - 2010/11: Worcester Warriors - 2011/12: London Welsh - 2012/13: Newcastle Falcons - 2013/14: London Welsh - 2014/15: Worcester Warriors - 2015/16: Bristol Rugby - 2016/17: London Irish - 2017/18: Bristol Rugby - 2018/19: London Irish - 2019/20: Newcastle Falcons | - 2020/21: Saracens - 2021/22: Ealing Trailfinders - 2022/23: Jersey Reds - 2023/24: Ealing Trailfinders - 2024/25: Ealing Trailfinders |